# Habenaria macroplectron
Habenaria macroplectron är en orkidéart som beskrevs av Rudolf Schlechter. Habenaria macroplectron ingår i släktet Habenaria och familjen orkidéer. Inga underarter finns listade i Catalogue of Life.